# Be’er Szewa Cafon
Be’er Szewa Cafon-Uniwersita (hebr.: תחנת הרכבת באר שבע צפון-אוניברסיטה, Tachanat ha-Rakewet Beer Szewa Cafon-Uniwersita) – stacja kolejowa w Beer Szewie, w Izraelu. Jest obsługiwana przez Rakewet Jisra’el.
Stacja znajduje się w północnej części Beer Szewy, przy Uniwersytecie Ben Guriona. 

## Połączenia
Pociągi z Beer Szewy jadą do Naharijji, Hajfy, Tel Awiwu, Karmi'el i Dimony.

## Udogodnienia
- bankomat,
- automaty do kart Raw-Kaw,
- biletomaty,
- parking samochodowy,
- Wi-Fi,
- kawiarnia,
- udogodnienia dla niepełnosprawnych (ruchome schody, windy),
- stojaki dla rowerów,
- WC,
- biblioteczka.

## Kwestie bezpieczeństwa
Do stacji prowadzi jedno strzeżone wejście, przy którym odbywa się kontrola bagażu, rzeczy osobistych, dokumentów, dokonywana przez uzbrojonych strażników. Budynek wraz z peronami są monitorowane i kontrolowane. Ze stacji prowadzą dwa wyjścia przez obrotowe bramki.

## Godziny
| Dni      | Godziny     |
| -------- | ----------- |
| Nd.-Czw. | 04.00-01.00 |
| Piątek   | 04.00-18.00 |
| Sobota   | 19.30-00.45 |

| Dni      | Godziny     |
| -------- | ----------- |
| Nd.-Czw. | 06.00-20.00 |
| Piątek   | 06.00-14.00 |
| Sobota   | 20.15-21.30 |